# بيل أسبري
بيل أسبري (بالإنجليزية: Bill Asprey) هو مدرب كرة قدم ولاعب كرة قدم بريطاني في مركز الدفاع، ولد في 11 سبتمبر 1936 في ولفرهامبتن في المملكة المتحدة. لعب مع أولدهام أثلتيك وبورت فايل وستوك سيتي.

## وصلات خارجية
- بيل أسبري على موقع قاعدة بيانات كرة القدم.إي يو (الإنجليزية)
- بيل أسبري على موقع Soccerbase.com (مدرب) (الإنجليزية)